# Castel Rainero
Castel-Rainero (Castèl-Rainé in piemontese) é una frazione divisa tra il comune di Pancalieri e dal comune di Lombriasco, nella Città metropolitana di Torino. Ricade maggiormente nel comune di Pancalieri, al quale è storicamente legata. Il nome deriva dal castello agricolo presente un tempo nella frazione ora demolito, da alcuni anni perché pericolante.

## Geografia fisica

### Geografia fisica
La frazione è situata a 240 m s.l.m.. Si trova lungo l'antico letto del Po. Oggi questa depressione nel terreno, ove un tempo vi scorreva il Po segna il confine di Pancalieri e Lombriasco con Casalgrasso.

### Geografia antropica
La frazione dista 3,5 km dal capoluogo comunale. Castel Rainero è raggiungibile, da Pancalieri, imboccando la SP 147, continuare dritto per 3 km circa, poi svoltare a destra e proseguire per circa mezzo chilometro.

## Storia
Nel 1163 i Romagnano furono investiti del titolo di signori di Castel Reinero.